# Tigrioides soror
Tigrioides soror är en fjärilsart som beskrevs av William Schaus 1922. Tigrioides soror ingår i släktet Tigrioides och familjen björnspinnare. Inga underarter finns listade i Catalogue of Life.